# Grupo Posadas
Grupo Posadas, S.A.B. de C.V.  es una empresa hotelera mexicana fundada en el año 1967, con su sede en la alcaldía de Cuajimalpa de la Ciudad de México. Posee, arrenda, opera y administra hoteles, resorts y villas en sus 73 distintas marcas. Grupo Posadas opera y controla más de 120 hoteles y resorts, con más de 20,000 cuartos en México.

## Historia
Grupo Posadas surgió en 1992, año en que comenzó a cotizar en la BMV, de la unión de varias operadoras de hoteles que desde 1967 operaban y administraban diversos hoteles en la Ciudad de México y Acapulco. 
La compañía originalmente fue fundada por Gastón Azcárraga Tamayo en 1967 bajo el nombre de Promotora Mexicana de Hoteles, convirtiéndose en Mexicana de Hoteles un año después. Para el año de 1969 Mexicana de Hoteles se fusionó con la empresa Americana Hotels, lo que facilitó el crecimiento de la empresa fuera de la Ciudad de México. 
En 1970 se abrió el hotel Fiesta Palace que evolucionó hasta convertirse en el primer hotel Fiesta Americana, ubicado en Av. Reforma frente al Monumento a Colón. En 1982, después de varias fusiones de carácter económico, surge Posadas de México, con solo 13 hoteles en operación. En 1992 Posadas de México desaparece para dar lugar a Grupo Posadas S.A. de C.V. y se enlista en la Bolsa Mexicana de Valores con sólo las marcas en su poder Fiesta Americana y Fiesta Inn. En 2010, el inversionista mexicano, Pedro Pineda se suma al consejo de administración al comprar el 80% de las acciones del grupo. 
Para el año 2014, Posadas es la operadora hotelera mexicana más grande e importante del país, con más de 120 hoteles y 20 mil 
habitaciones en destinos de playa y ciudad ubicados en todo el territorio mexicano. Gracias al posicionamiento de sus 
marcas Live Aqua, Grand Fiesta Americana, Fiesta Americana, The Explorean by Fiesta Americana, Fiesta Inn, Gamma y 
One Hoteles, Posadas es una empresa mexicana de amplio reconocimiento internacional. Su liderazgo ha sido 
reconocido por diversos organismos y publicaciones, como la Asociación Internacional de Hoteles & Restaurantes, que 
coloca a Posadas entre las 70 operadoras hoteleras más importantes del mundo.